# Морфологічний корпус Тернопільського національного медичного університету
Морфологічний корпус Тернопільського національного медичного університету — пам'ятка архітектури місцевого значення в Тернополі на вул. Руській, 12. Охоронний номер 232.

## Історія
У серпні 1959 завершилося будівництво та обладнання морфологічного корпусу. Тут розмістилися кафедри нормальної і топографічної анатомії, оперативної хірургії і топографічної анатомії, гістології та судової медицини медінституту. В новий корпус також переміщена бібліотека..
У 2000 році на четвертому поверсі розташувалася кафедра оперативної хірургії.

## Відомості
Біля входу в корпус у 2004 році встановлено пам'ятник вченому, академіку Іванові Горбачевському (скульптор Олександр Маляр, архітектор — Руслан Білик).
На стіні лівого крила встановлена меморіальна таблиця євреям, яких на цьому місці розстріляли нацисти в липні 1941 року.

## Сучасність
У морфологічному корпусі ТНМУ знаходяться Навчально-науковий інститут морфології медичного факультету (кафедри анатомії людини, патологічної анатомії з секційним курсом та судовою медициною, гістології та ембріології, оперативної хірургії та топографічної анатомії, медичної інформатики) і Музей анатомії.

## Джерела

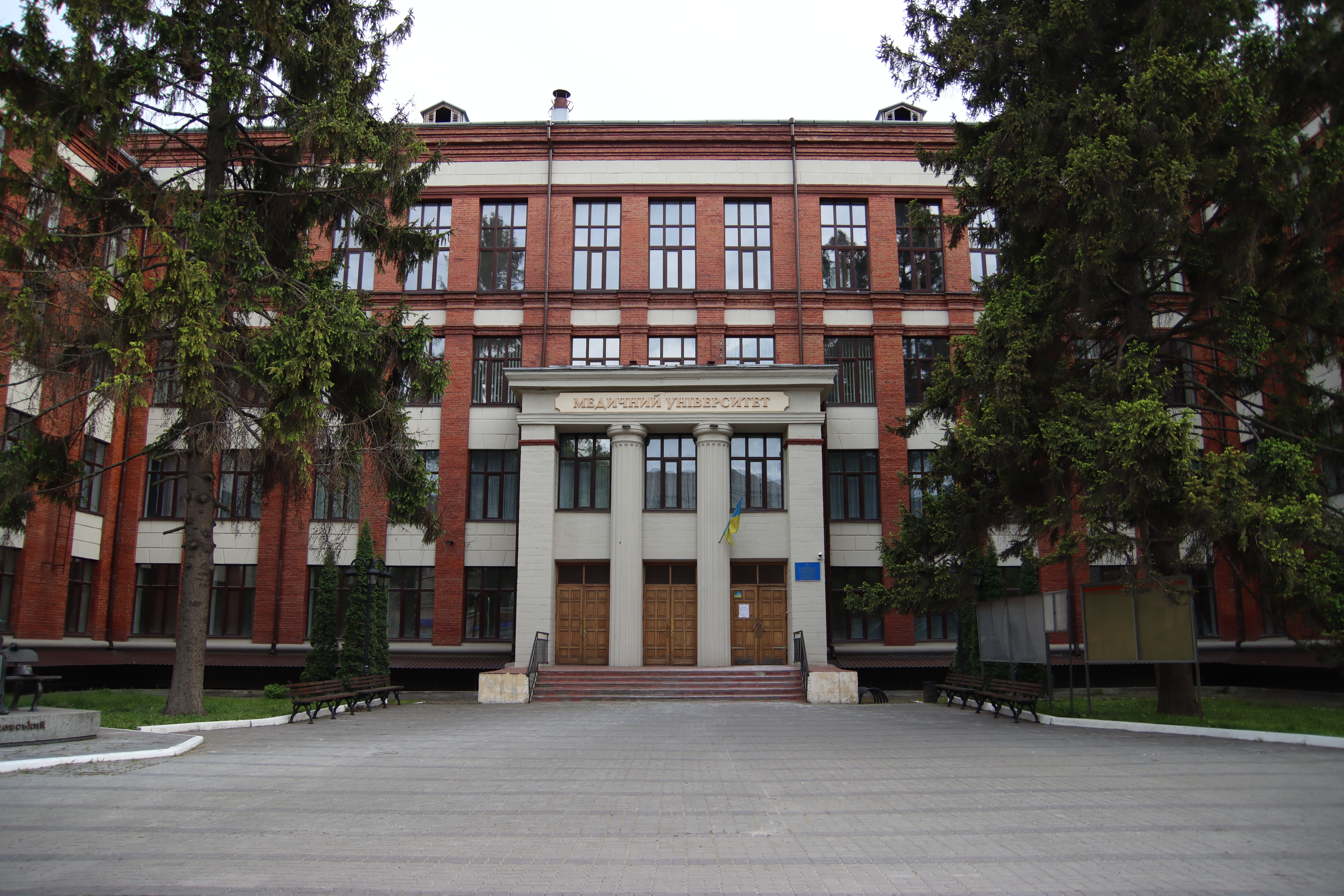
Фасад 2020 р.